# Nettelsee
Nettelsee település Németországban, Schleswig-Holstein tartományban. Lakosainak száma 425 fő (2023. december 31.).

## Népesség
A település népességének változása:
| Lakosok száma | 333  | 424  | 431  | 430  | 428  | 443  | 425  |
|               | 1975 | 2014 | 2017 | 2019 | 2021 | 2022 | 2023 |